# Dămienești
Dămienești is een Roemeense gemeente in het district Bacău.
Dămienești telt 1921 inwoners.